# 1130 Skuld
Tiểu hành tinh 1130 Skuld, được phát hiện ngày 2 tháng 9 năm 1929 bởi Karl Reinmuth ở Heidelberg, Đức, và được độc lập phát hiện ngày 12 tháng 9 năm 1929 bởi Arnold Schwassmann và Arno A. Wachmann ở Bergedorf Observatory ở Hamburg, Đức.